# Klemens von Ketteler
El barón Klemens August von Ketteler (Münster, Imperio alemán, 22 de noviembre de 1853-Pekín, China imperial, 20 de junio de 1900) fue un diplomático alemán.
Aunque fue educado con la intención de que ingresase en el ejército, von Ketteler renunció a ello en favor de las delegaciones diplomáticas en 1882. Durante los años siguientes representó al gobierno alemán en China, Estados Unidos (donde se casó con una estadounidense) y México.
En 1899 regresó a Pekín como plenipotenciario. El 20 de junio de 1900, la embajada alemana fue asaltada por los rebeldes bóxers. Klemens von Ketteler recibió un disparo mortal por parte de un sargento de tropas irregulares Kansu. Al conocerse su muerte, el Imperio alemán y otras siete naciones más declararon la guerra a China e invadieron Pekín y Manchuria entre 1900 y 1901, hasta que la rebelión bóxer fue destruida. 